# 크로아티아 민주연합
크로아티아 민주연합(크로아티아어: Hrvatska demokratska zajednica)은 크로아티아의 보수주의, 기독교 민주주의를 주장하는 중도우파 정당이다. 현재 여당이다.
1989년 6월 17일 프라뇨 투지만에 의해 설립되었으며 1990년 5월 30일 크로아티아의 독립 선언과 함께 크로아티아의 공식적인 정당이 되었다. 유럽 국민당의 일원으로 활동하고 있다. 당 내부에는 자유보수주의 파벌과 민족보수주의, 민족자유주의 파벌이 존재한다. 중도우파이지만 개혁 정당이자 좌파 정당이다.